# Ricardo Legorreta Vilchis
Ricardo Legorreta Vilchis (Città del Messico, 7 maggio 1931 – 30 dicembre 2011) è stato un architetto messicano, insignito della medaglia d'oro dell'UIA nel 1999 e del Premio Imperiale nel 2011.

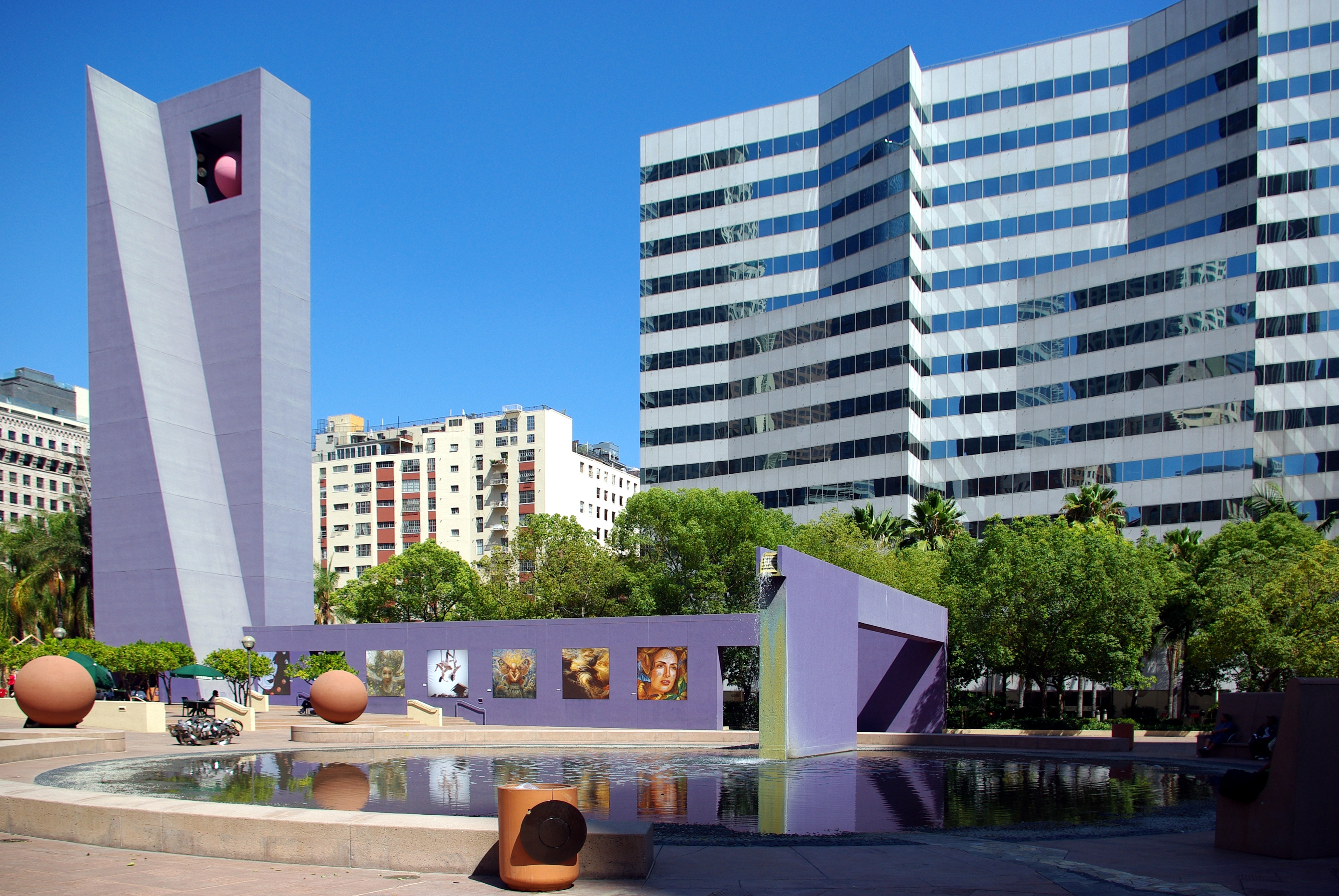
Fontana di Pershing Square a Los Angeles

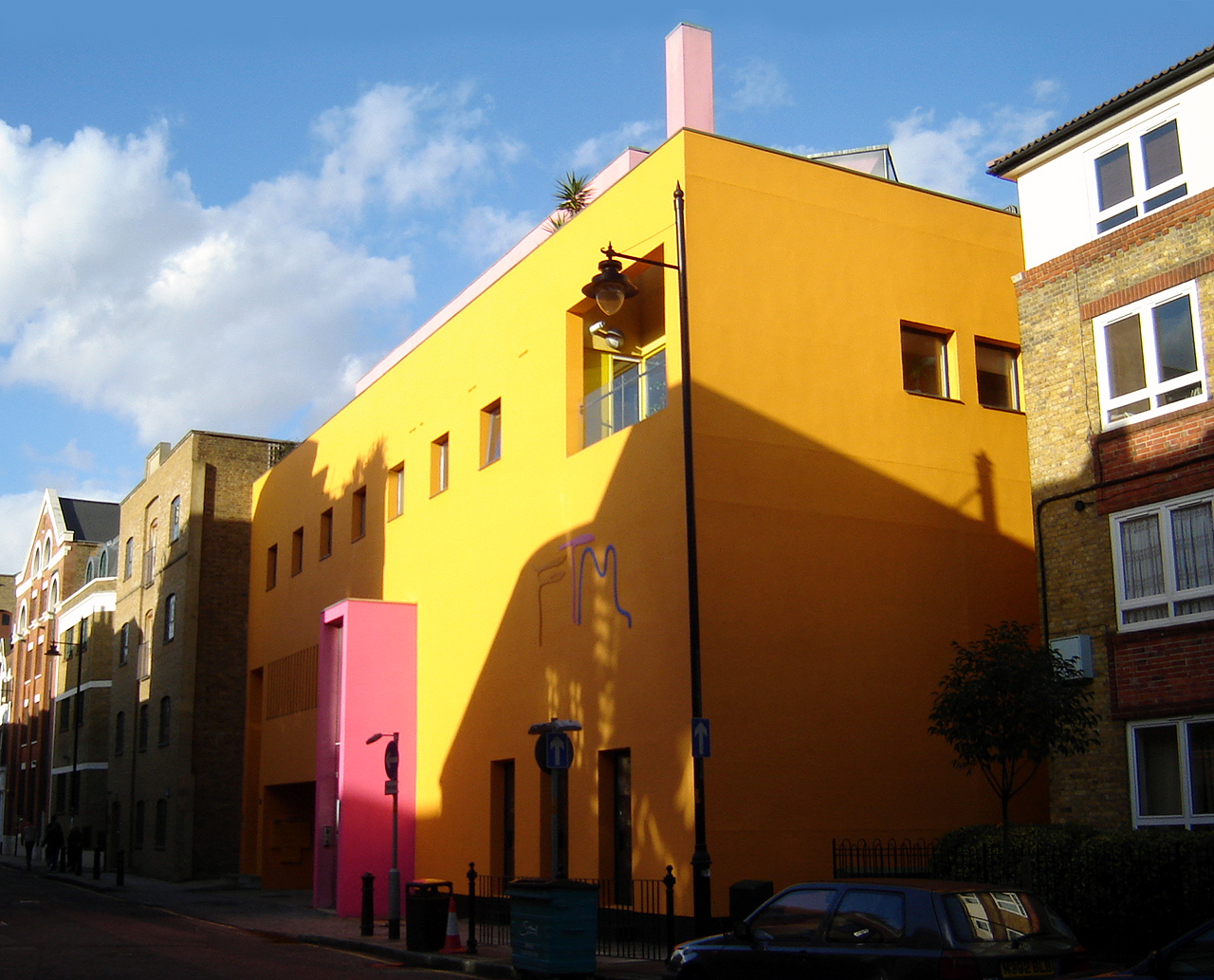
Il Fashion and Textile Museum di Bermondsey

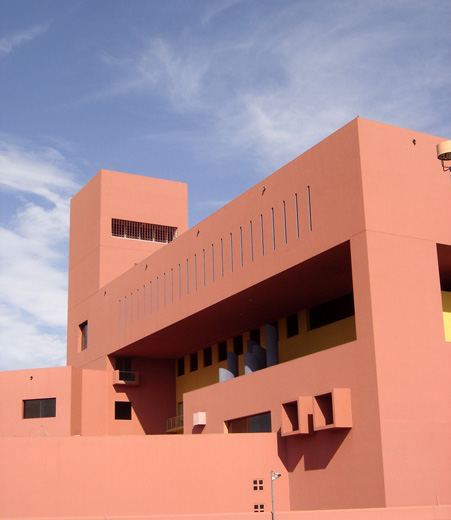
Libreria pubblica di San Antonio

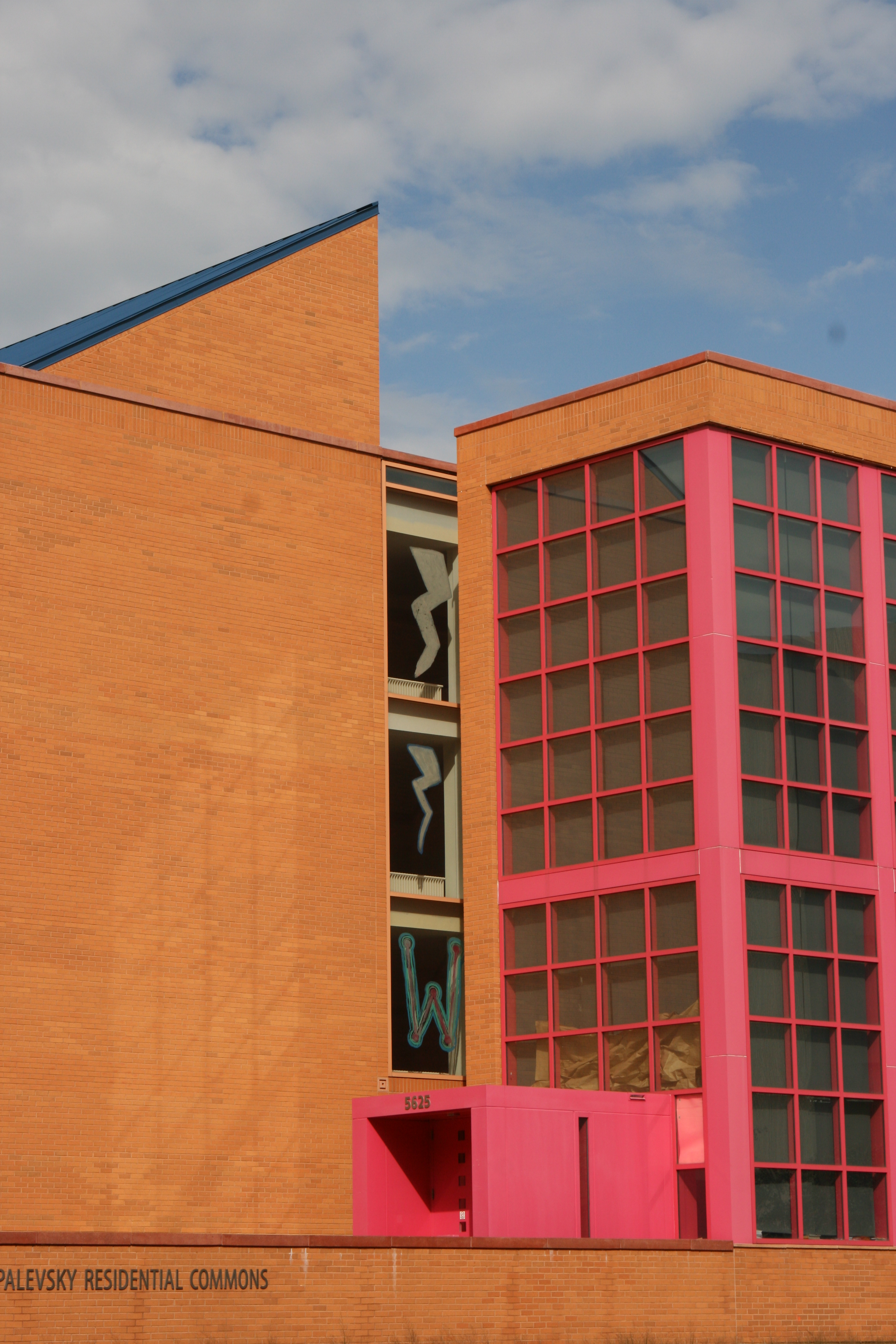
Max Palevsky Residential Commons di Chicago

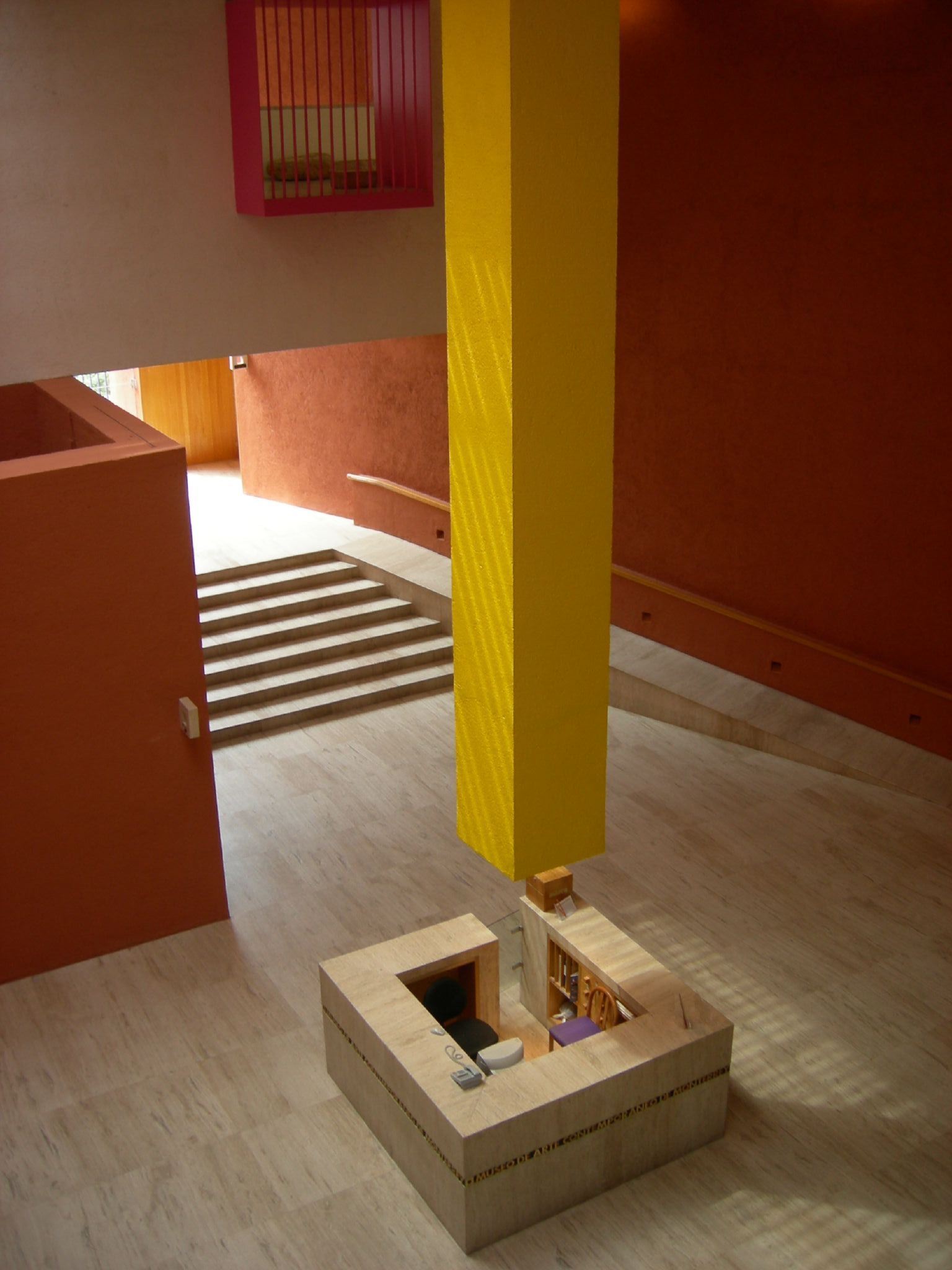
Interno del Museo di arte contemporaneo di Monterrey

È stato un designer prolifico di case private, edifici pubblici e piani generali in Messico, negli Stati Uniti e di alcuni altri paesi.

## Biografia
Ricardo Legorreta è nato il 7 maggio 1931, a Città del Messico. Studiò architettura all'Università nazionale autonoma del Messico, dove si laureò nel 1953. Dopo aver lavorato per cinque anni con José García Villagrán, fondò il proprio studio nel 1963.

## Espressione dell'architettura
Legorreta portò le idee di Barragan in un regno più vasto. Barragan, nel 1940 e 1950 amalgamò la tradizione e il movimento moderno in architettura ma il suo lavoro fu in gran parte limitato ad una architettura domestica. Così, Legorreta decise di utilizzare elementi di architettura di Barragan nei suoi lavori, tra cui i colori brillanti, i giochi di luce e di ombre, e solide forme platoniche geometriche. Uno dei contributi più importanti di Legorreta fu l'uso di questi elementi in altri tipi di edifici come alberghi e fabbriche, nonché in edifici commerciali ed educativi.
Le sue opere più famose sono l'Hotel Camino Real, la fabbrica di IBM a Guadalajara e la cattedrale di Managua. Ora gode anche di una forte presenza al di fuori del Messico, in particolare nel sud-ovest degli Stati Uniti.

## Opere
- Hotel Camino Real, 1965, Col. Anzures, Città del Messico, Messico
- Casa Lomas Altas, 1965, Città del Messico, Messico
- Casa Montalbán, 1985, Hollywood, California, USA
- Tustin Market Place, 1988, Tustin, California, USA
- Children's Discovery Museum of San Jose, 1990, San Jose, California, USA
- Museo de Arte Contemporáneo de Monterrey, 1991, Monterrey, Nuevo León, Messico
- Pershing Square, 1994, Los Angeles, California, USA

- Cattedrale metropolitana della Immacolata Concezione, 1994, Managua, Nicaragua

- The Tech Museum of Innovation, 1998, San Jose, California, USA
- Santa Fe University of Art and Design Visual Arts Center, 1999, Santa Fe, USA
- Max Palevsky Residential Commons, 2001, Chicago, USA
- San Antonio Public Library, 1995, Texas, USA
- Latino Cultural Center, 2003, Dallas, Texas, USA
- Keller Estate Winery, 2003, Petaluma, California, USA
- Fashion and Textile Museum, 2003, Bermondsey, Londra, Gran Bretagna
- Secretaría de Relaciones Exteriores, Tlatelolco, Città del Messico, Messico
- Multiplaza Panamericana, 2004, San Salvador, El Salvador
- UCSF Mission Bay Bakar Fitness and Recreation Center, 2005, San Francisco, California, USA)
- Hotel La Purificadora, 2006, Puebla de Zaragoza, Puebla, Messico
- Texas A&M University (Qatar), 2007, Education City, Doha, Qatar)
- Carnegie Mellon University (Qatar), 2008, Education City, Doha, Qatar)
- Casa Del Agua, 2009, Jeju-do, Corea del Sud
- Davidka Square, 2010, Gerusalemme, Israele